# Де Валлен

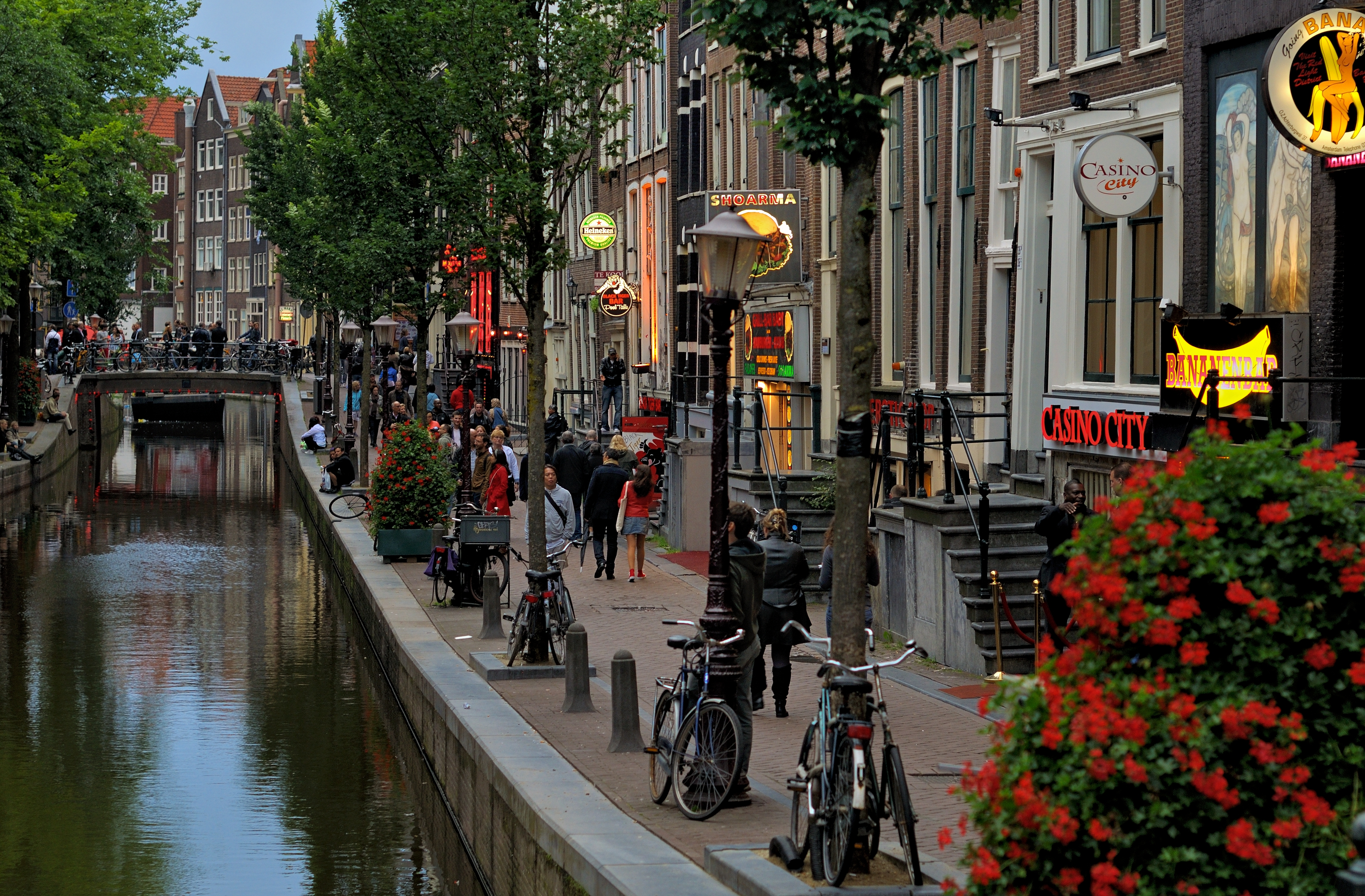
Квартал червоних ліхтарів

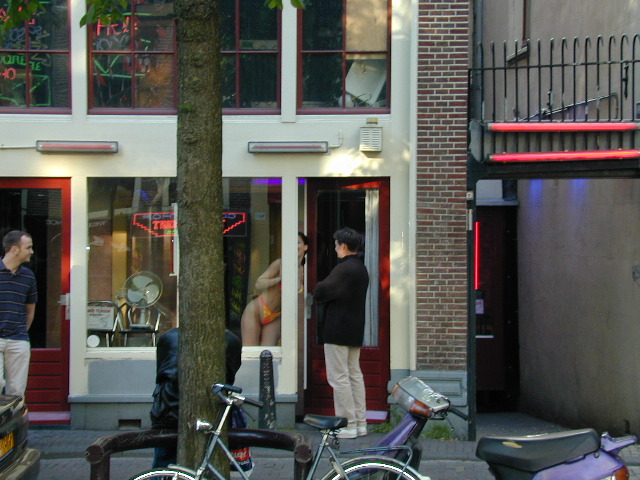
Торг з повією

Де Валлен (Голландська вимова: [də ˈʋɑlə(n)]) або De Walletjes (Голландська вимова: [də ˈʋɑləcəs]) — найбільший і найбільш відомий з кварталів червоних ліхтарів в Амстердамі. Складається з мережі провулків, містять приблизно 150 однокімнатних кают з вітринами, орендованих секс-працівницями, які надають сексуальні послуги за вікном або скляними дверима, зазвичай освітлений червоним світлом. Всього таких однокімнатних кают-вітрин у Нідерландах є близько 300. Ці «камери» є найбільш поширеним та типовим видом секс-послуг, які надаються в районі червоних ліхтарів в Амстердамі, і великою туристичною визначною пам'яткою.
Будучи одним з найстаріших районів міста, Де Валлен має архітектуру та структуру, типову для Амстердама 14 століття. Хоча багато з цих будівель були побудовані недавно. Квартал також примикає до невеликого Чайнатауну.
У кварталі розташовуються секс-шопи, секс-театри, піп-шоу, музей канабісу, кав'ярні, в яких продається марихуана. Крім того, тут відкрито Музей проституції. Розташований у колишньому борделі він знайомить відвідувачів з історією та реаліями сьогоднішнього життя повій.
Де Валлен, разом з кварталами Сингелгебид (Singelgebied) і Раусдалкаде(Ruysdaelkade), разом утворюють Роззе Бурт (Rosse Buurt) — район червоних ліхтарів міста Амстердам. При цьому де Валлен є найстарішим і найбільшим кварталом.